# Relations entre le Brésil et l'Union européenne
Les relations entre le Brésil et l'Union européenne sont établies en 1960. L'UE et le Brésil entretiennent des liens étroits à la fois historiques, culturels, économiques et politiques. Au premier sommet UE-Brésil en 2007, un partenariat stratégique a été signé, renforçant leurs liens.

## Accords bilatéraux
Elles sont régies par deux Accords-cadre de coopération (EC-Brazil Framework Cooperation Agreement et EU-Mercosul Framework Cooperation Agreement), signés en 1992 et 1995,, ainsi que par l'Accord de coopération scientifique et technologique (Agreement for Scientific and Technological Cooperation) signé en 2004. 
Par ailleurs, le 6 décembre 2024 l'UE à signé l'accord UE-Mercosur. Il s'agit d'un accord de libre-échange avec le MERCOSUR, zone de libre-échange dont fait partie le Brésil.

## Relations économiques
L'UE est le premier partenaire commercial du Brésil, représentant 22,5 % du total de ses échanges. En 2007, l'UE a importé 32,2 milliards d'euros de biens brésiliens et exporté 21,2 milliards d'euros de biens au Brésil. Les exportations du Brésil vers l'UE sont principalement des produits primaires (principalement agricoles) mais un tiers d'entre elles concernent des produits manufacturés. Les exportations de l'UE vers le Brésil sont quant à elles principalement des machines, du matériel de transport et des produits chimiques. En termes de biens, le Brésil a enregistré un excédent commercial avec l'UE. Les investissements directs à l'étranger (IDE) européens au Brésil représentent un montant total de 88 milliards d'euros en 2006, ce qui fait de l'UE le plus important investisseur étranger au Brésil.
| Commerce UE-Brésil en 2007 | Commerce UE-Brésil en 2007 | Commerce UE-Brésil en 2007 | Commerce UE-Brésil en 2007 | Commerce UE-Brésil en 2007 |
| Direction                  | Biens                      | Services                   | Flux d'investissement      | IDE                        |
| -------------------------- | -------------------------- | -------------------------- | -------------------------- | -------------------------- |
| UE vers Brésil             | 21,2 milliards €           | 5,1 milliards €            | 5,1 milliards €            | 88 milliards €             |
| Brésil vers UE             | 32,3 milliards €           | 4,6 milliards €            | 1,1 milliard €             | 10,5 milliards €           |

## Relations énergétiques
À l'occasion du premier sommet UE-Brésil en 2007, un partenariat stratégique a été signé, visant un développement de la coopération bilatérale dans les domaines des biocarburants, des sources d'énergies renouvelables et dans les technologies énergétiques à faible émission de carbone.

## Sources